# Tour de Münster 2021
La 15e édition du Tour de Münster (en allemand : Münsterland Giro 2021) a eu lieu le 3 octobre 2021 entre Enschede et Münster en Allemagne, sur une distance de 188,5 kilomètres. Elle fait partie du calendrier UCI ProSeries 2021 en catégorie 1.Pro.

## Présentation

### Équipes
Dix-sept équipes sont au départ de la course : cinq équipes UCI WorldTeam, quatre équipes continentales professionnelles, sept équipes continentales et une équipe nationale.
| WorldTeams (5)- Deceuninck-Quick Step - Bora-Hansgrohe - Intermarché-Wanty-Gobert Matériaux - Israel Start-Up Nation - Team DSM ProTeams (4)- Alpecin-Fenix - Gazprom-RusVelo - Sport Vlaanderen-Baloise - Uno-X Pro Cycling Team Équipes continentales (7)- Bike Aid - Dauner-AKKON - Lotto-Kern-Haus - Team SKS Sauerland NRW - À Bloc CT - Leopard - VolkerWessels Cycling Team Équipe nationale- Allemagne |
| |

## Classement final
| \| Classement général \| Classement général \| Classement général \| Classement général \| Classement général \| \| Coureur \| Coureur \| Pays \| Équipe \| Temps \| \| ------------------ \| ------------------ \| ------------------ \| ------------------------ \| ------------------ \| \| 1er \| Mark Cavendish \| Royaume-Uni \| Deceuninck-Quick Step \| 4 h 11 min 53 s \| \| 2e \| Alexis Renard \| France \| Israel Start-Up Nation \| + 1 s \| \| 3e \| Morten Hulgaard \| Danemark \| Uno-X Pro Cycling Team \| + 2 s \| \| 4e \| Josef Černý \| Tchéquie \| Deceuninck-Quick Step \| + 6 s \| \| 5e \| Niklas Märkl \| Allemagne \| Team DSM \| + 9 s \| \| 6e \| Rune Herregodts \| Belgique \| Sport Vlaanderen-Baloise \| + 12 s \| \| 7e \| Adriaan Janssen \| Pays-Bas \| À Bloc CT \| + 12 s \| \| 8e \| Álvaro Hodeg \| Colombie \| Deceuninck-Quick Step \| + 58 s \| \| 9e \| Pascal Ackermann \| Allemagne \| Bora-Hansgrohe \| + 1 min 21 s \| \| 10e \| André Greipel \| Allemagne \| Israel Start-Up Nation \| + 1 min 33 s \| |                  |             |                          |                 |
| |                  |             |                          |                 |
| Source : ProCyclingStats |                  |             |                          |                 |
| Classement général |                  |             |                          |                 |
| Coureur | Coureur          | Pays        | Équipe                   | Temps           |
| 1er | Mark Cavendish   | Royaume-Uni | Deceuninck-Quick Step    | 4 h 11 min 53 s |
| 2e | Alexis Renard    | France      | Israel Start-Up Nation   | + 1 s           |
| 3e | Morten Hulgaard  | Danemark    | Uno-X Pro Cycling Team   | + 2 s           |
| 4e | Josef Černý      | Tchéquie    | Deceuninck-Quick Step    | + 6 s           |
| 5e | Niklas Märkl     | Allemagne   | Team DSM                 | + 9 s           |
| 6e | Rune Herregodts  | Belgique    | Sport Vlaanderen-Baloise | + 12 s          |
| 7e | Adriaan Janssen  | Pays-Bas    | À Bloc CT                | + 12 s          |
| 8e | Álvaro Hodeg     | Colombie    | Deceuninck-Quick Step    | + 58 s          |
| 9e | Pascal Ackermann | Allemagne   | Bora-Hansgrohe           | + 1 min 21 s    |
| 10e | André Greipel    | Allemagne   | Israel Start-Up Nation   | + 1 min 33 s    |